# Adriaen van der Kabel

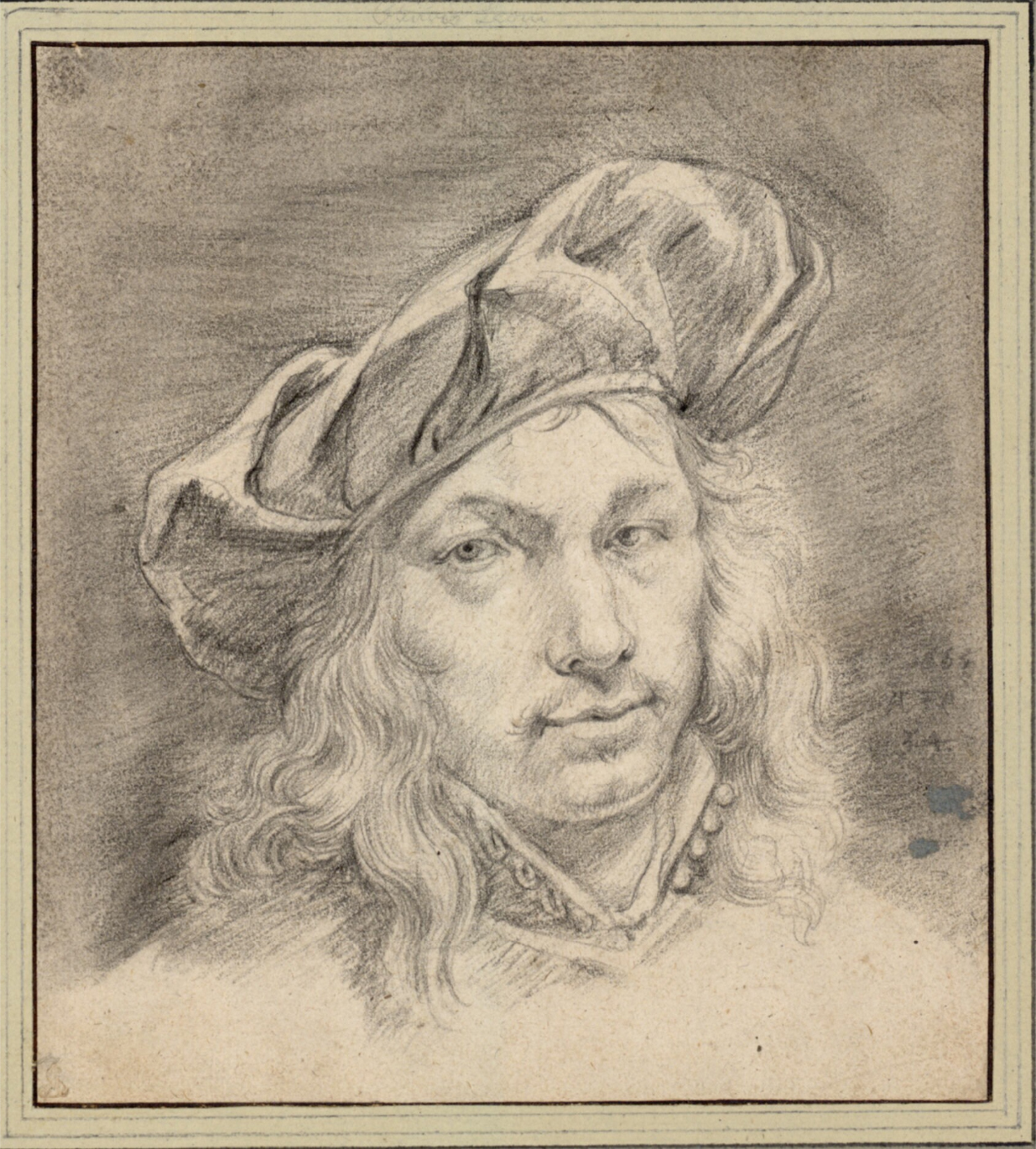
Adriaen van der Kabel (Zelfportret, 1664)

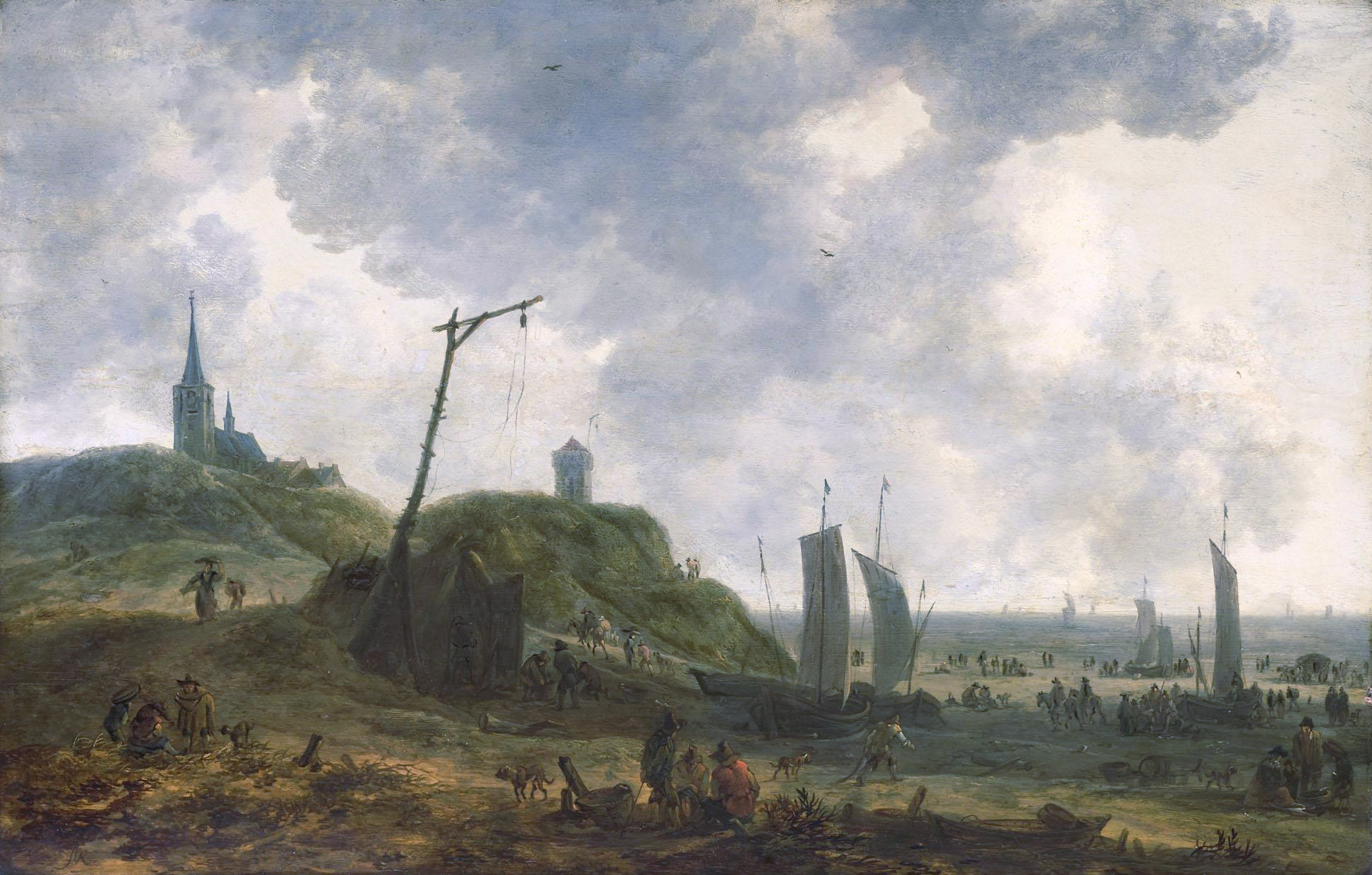
Strand te Katwijk. (1650-1670)

Adriaen van der Kabel (Rijswijk (Zuid-Holland), 1630 of 1631 - Lyon, 15 januari 1705) was een Nederlands kunstschilder, graveur en tekenaar. Hij schilderde in Nederland oorspronkelijk in de stijl van Ruisdael en Van Goyen, maar werd later beïnvloed door de mediterrane stijl. Hij trok voor enkele jaren naar Rome, en vestigde zich daarna te Lyon, waar hij trouwde en tot aan zijn dood werkte.

## Levensloop

### Nederland
Adriaen van der Kabel werd in 1630 of 1631 te Rijswijk geboren. Zijn vader was Cornelis Jansz van der Tou, wiel- of wagenmaker van beroep, een man in goeden doen.
Volgens Arnold Houbraken heeft Adriaen zijn familienaam Van der Touw op advies van Jan van Goyen gewijzigd in Van der Kabel, omdat kabel wat deftiger zou klinken  dan touw. 
In een testament uit 1668 worden zijn vader en moeder genoemd als Cornelis Jansz. van der Cabel en Maertje Philipsdr.. De vader heeft dus dan de naam van zijn zoon overgenomen. Zijn naam wordt buiten Nederland als (o.a.) Van der Cabel, Vandercabel of Vandrecabel geschreven. De Fransen hebben zijn voornaam Arie weleens als Henri vertaald, waardoor ooit verondersteld werd dat er twee kunstschilders Van der Kabel zouden zijn geweest, Adriaan en Hendrik. Men weet tamelijk weinig van Van der Kabels privéleven, want hij correspondeerde weinig. Niettemin zijn de meeste biografen het erover eens dat hij in zijn jonge jaren driftig en drankzuchtig was. Hij was op een verkwistende manier vrijgevig, meelevend, zelfs gevoelig en hartelijk voor zijn vrienden en collega's. Zijn conversatie was vrolijk, zijn voorkomen beweeglijk, zijn gestalte gemiddeld.
Hij was van 1645 tot 1648 een leerling van Jan van Goyen in Den Haag en onderscheidde zich daar door zijn ijver. Zijn vroegst bekende werk, een rivierlandschap, dateert van 1648. Zijn productiviteit was laag in vergelijking met die in zijn Franse periode, maar mogelijk is een aantal van zijn schilderijen uit deze tijd toegeschreven aan Van Goyen.
Zijn schilderijen toonden tot ca. 1660 de Hollandse stijl, naar de voorbeelden van Van Goyen, Ruisdael en Cuyp: zonlicht, gefilterd door de natte lucht, werpt een zilveren glans op het tafereel. Dorpjes liggen lieflijk geordend in de zwakke golvingen van het landschap. De roodbruine daken van de huisjes en de kleuren van de muren passen bij het grillige grijs van de lucht.

### Italië

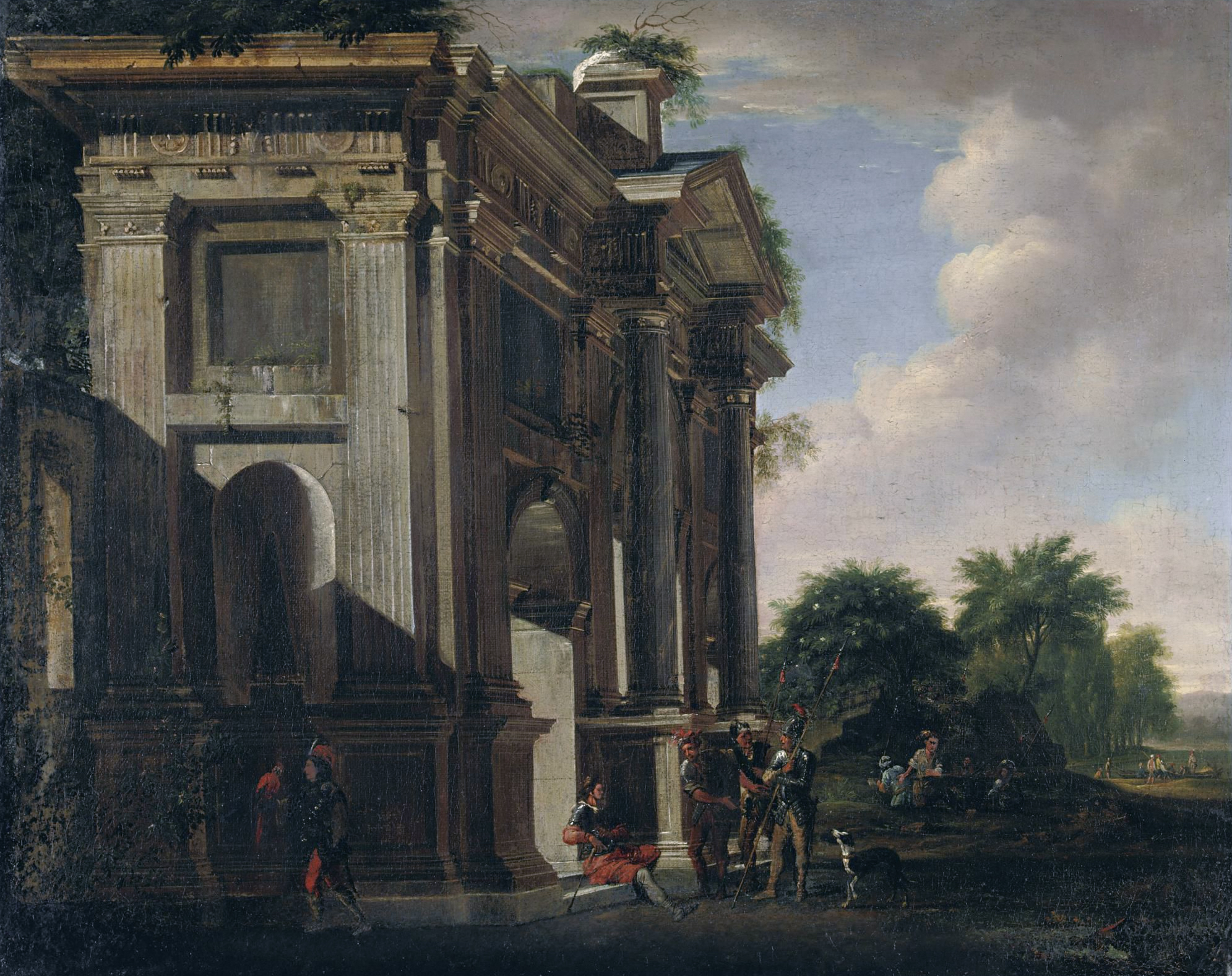
Capriccio van een triomfboog en soldaten door Viviano Codazzi en Adriaen van der Kabel

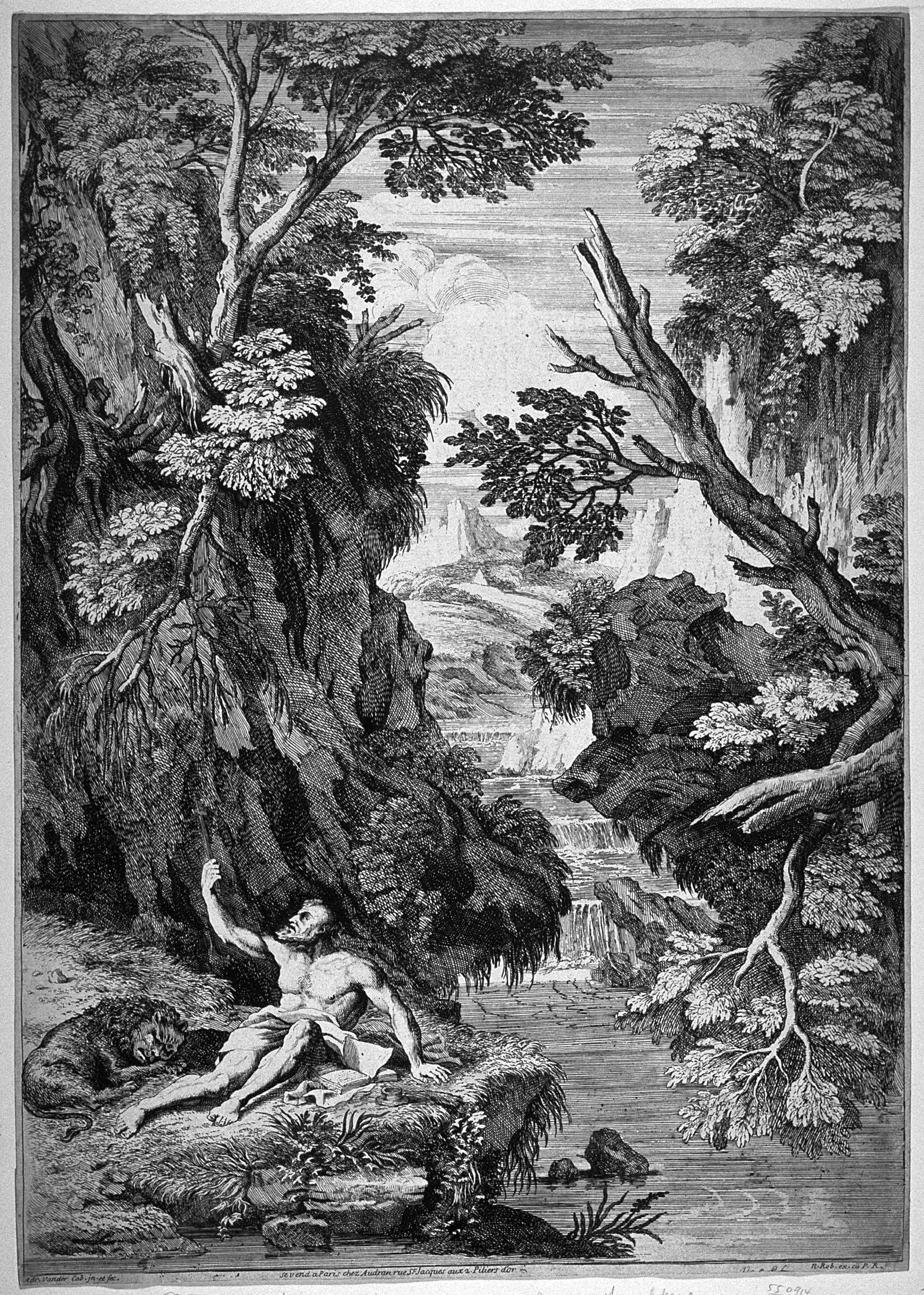
Sint Hiëronimus (17e eeuw)

Na 1654 raakte Van der Kabel geïnteresseerd in mediterrane landschappen. Van hem is een schilderij bekend uit 1656, Zuidelijk havengezicht met twee torens, dat al de stijl toont die hij later in Italië zou perfectioneren. Hij behoorde tot de generatie jonge schilders (Italianisanten) die naar Italië reisden om inspiratie op te doen. Rond zijn 25e besloot hij naar Rome te gaan, maar de reis bracht hem eerst naar Lyon, waar hij waarschijnlijk van 1655 tot 1658 verbleef. In 1659 arriveerde hij te Rome om er tot 1666 te blijven. Daar maakte hij zich de Italiaanse stijl eigen. Hij verzorgde er de stoffage voor de architectuurschilder Viviano Codazzi. In Rome sloot hij zich aan bij de Bentvueghels. Hij kreeg er de bijnaam Geestigheid, een naam die duidt op zijn levendigheid, scherpzinnigheid en bijtende spot. Uit deze periode stamt ook het hier getoonde zelfportret.
Werk van Adriaen van de Kabel bevond zich in de collecties van de kunsthandelaar Cornelis de Wael, de dichter Reyer Anslo, verzamelaar Gaspar de Roomer, de familie de Medici en de Romeinse families Orsini en Colonna.

### Frankrijk
Na Rome verbleef en werkte hij kort in Aix, Toulouse en Avignon, om zich uiteindelijk in 1668 weer in Lyon te vestigen. Hij documenteerde zijn reizen door middel van zijn schetsboek, dat tot 1930 in het Kupferstichkabinett te Berlijn te vinden was, maar nu vermist is. Te Lyon begon hij zijn schetsen uit te werken. Adriaen van der Kabel was een goed tekenaar van figuren en dieren en had een levendig en sierlijk penseel. Hij vervaardigde landschappen, zeegezichten en andere voorstellingen, werken waarvan een mediterrane uitstraling uitging. Zijn werk toont in deze periode invloeden van Claude Gellée, Giovanni Benedetto Castiglione en Salvator Rosa. Van 1670 tot 1672 werkte de kunstschilder Johannes Glauber bij hem in Lyon. Volgens de kunstcriticus Charles Blanc schilderde Van der Kabel niets zonder het eerst in de natuur te hebben geobserveerd. Figuren en dieren schilderde hij naar model. Hij verwierf in Lyon een zekere faam. Voor de advocaat-generaal aan het Cour des Monnaies maakte hij ettelijke schilderijen ter decoratie van zijn huis in Saint-Genis. Maar de mooiste exemplaren van zijn werk bevonden zich in het herenhuis Pizeys, rue de la Gerbe. François Sabot, heer van Pizeys in Beaujolais, die in 1701 schepen van Lyon was, droeg rond 1691 Van der Kabel op om zijn huis te decoreren. Dit was het omvangrijkste werk dat de kunstenaar in Lyon uitvoerde. 
Van der Kabel toonde zijn talent ook in zijn tekeningen. Soms gebruikte hij potlood, aangezet met inkt; andere keren werkte hij met rood en zwart krijt. Hij graveerde met een vlugge maar vaste hand verscheidene landschappen met de droge naald of de burijn.
Adam von Bartsch beschreef 55 van zijn etsen, waarvan Sint Bruno in Gebed en Sint Hiëronymus als de belangrijksten worden beschouwd. Op zijn 60e schilderde hij een zelfportret dat door verschillende graveurs is gekopieerd.

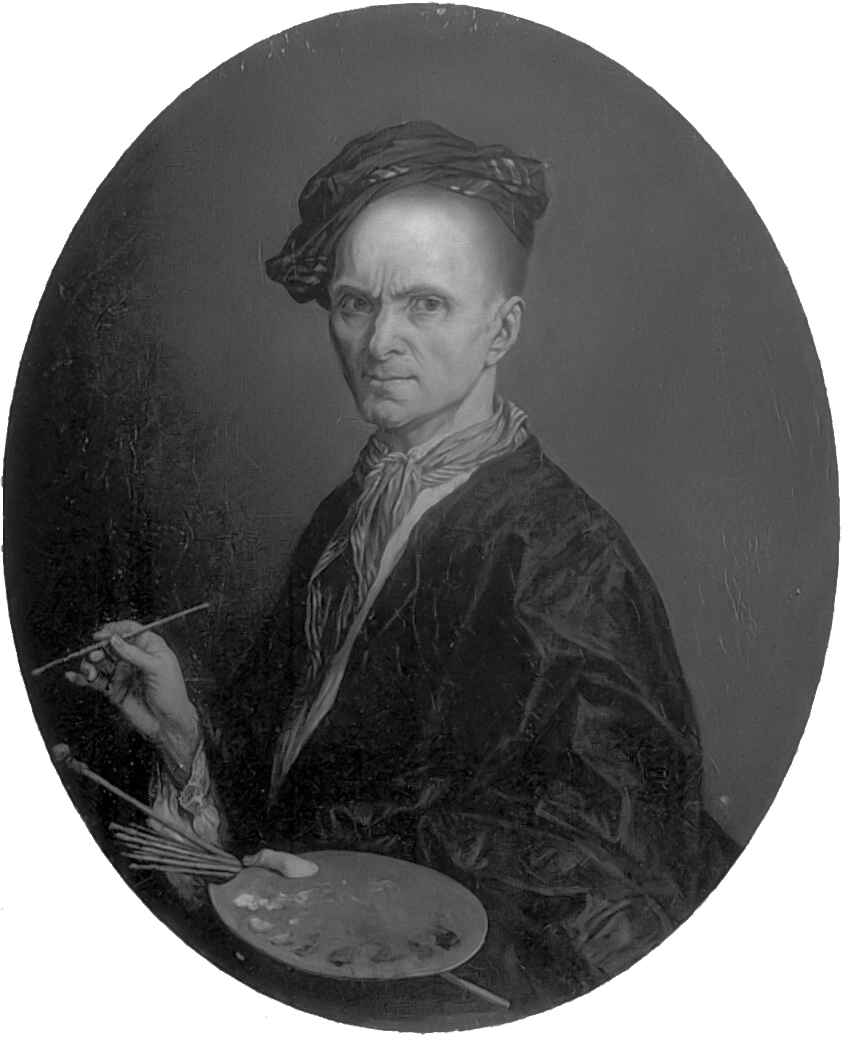
Op 60-jarige leeftijd maakte Van der Kabel deze grisaille van zichzelf

Hoewel hij volgens Cazenove van oorsprong protestant was, heeft hij op een onbekend moment het katholieke geloof aangenomen. Hij trouwde op 7 augustus 1667 in Lyon met Suzanne Bourgeois; ze kregen minstens drie kinderen. Vermeld kan nog worden dat hij in 1670 en in 1686 een van de twee dekens van het schildersgilde te Lyon was. Hij had verscheidene leerlingen en zijn peetzoon Adrien Manglard maakte schilderijen in de trant van zijn peetvader. Descamps vermeldt een zoon van Adriaen die ook schilder werd, maar mogelijk is er een persoonsverwisseling met Adriaens tien jaar jongere broer Engel, ook schilder in Lyon. Adriaen van der Kabel werd op 16 januari 1705 in de Église Notre-Dame de la Platière te Lyon begraven.

## Algemeen
Adriaen van der Kabel was gedurende het grootste deel van zijn carrière een gewaardeerd kunstenaar. In Lyon, waar hij bijna veertig jaar woonde, schilderde hij op doek, hout en koper, variërend van kleine tot zeer grote schilderijen. In Aix, waar hij eerder had gewoond en gewerkt, had bijna elke galerij en elk welgesteld huis wel een landschap of een drinkgelag van hem. Er bestaan nu nog zo'n 50 schilderijen, verspreid over Europa, die aan hem worden toegeschreven.
Van der Kabel ondertekende zijn schilderijen zelden. Als hij al een handtekening plaatste was dat het monogram AVK. Alleen op officiële documenten plaatse hij zijn volledige handtekening. Zijn etsen zijn ook vaak voorzien van de naam Adrien Van der Cabel.

## Schilderijen

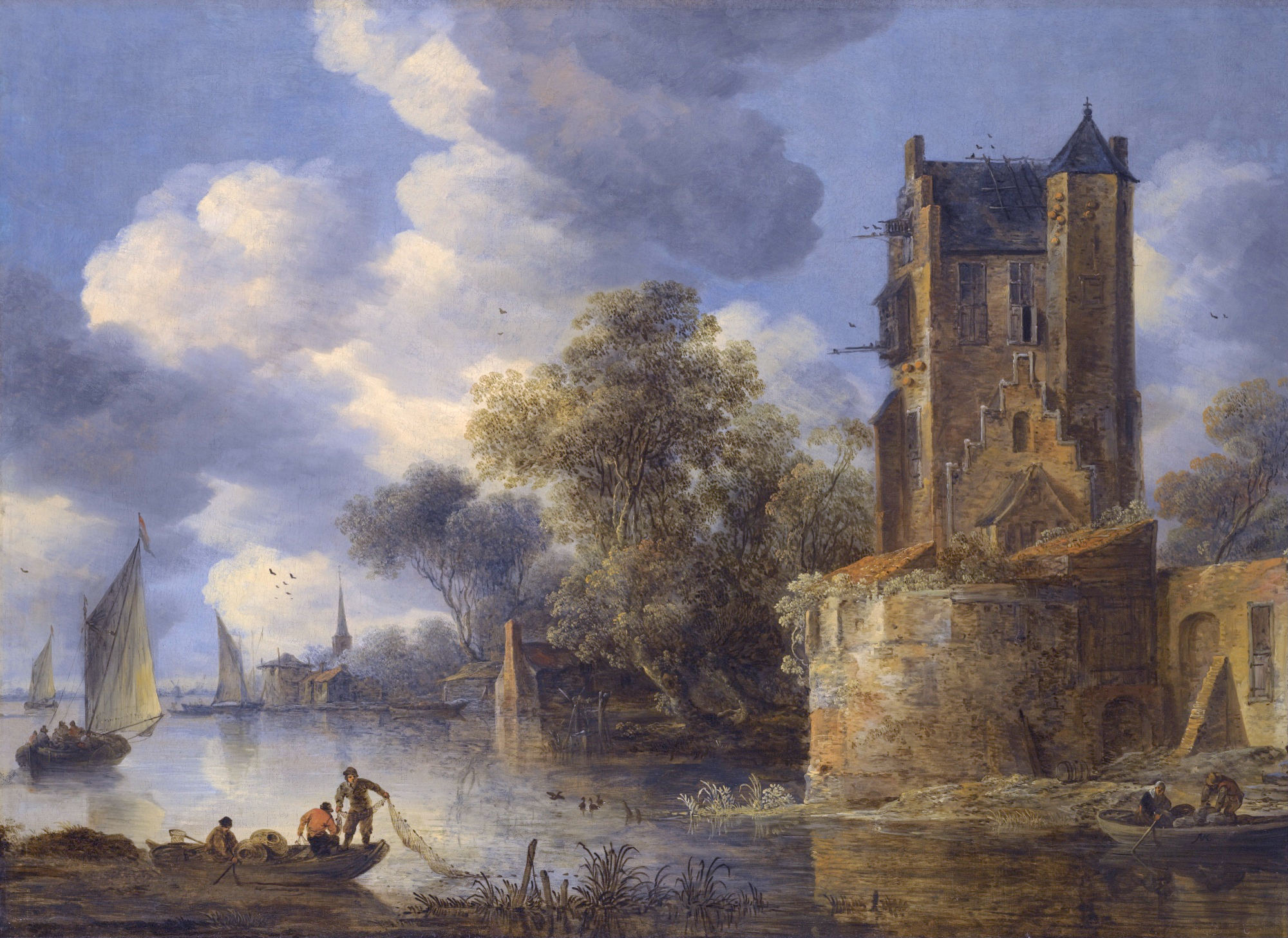
Rivierlandschap met versterking
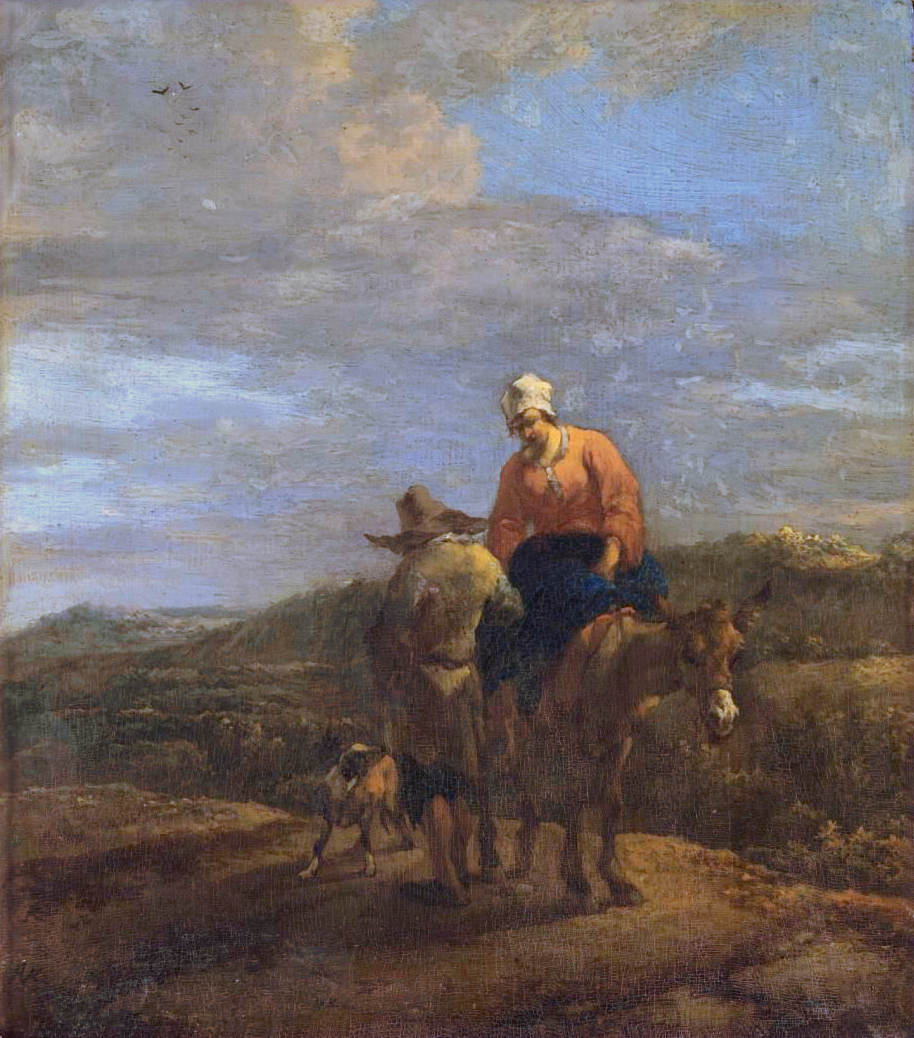
Zuidelijk landschap en landlieden met een muildier
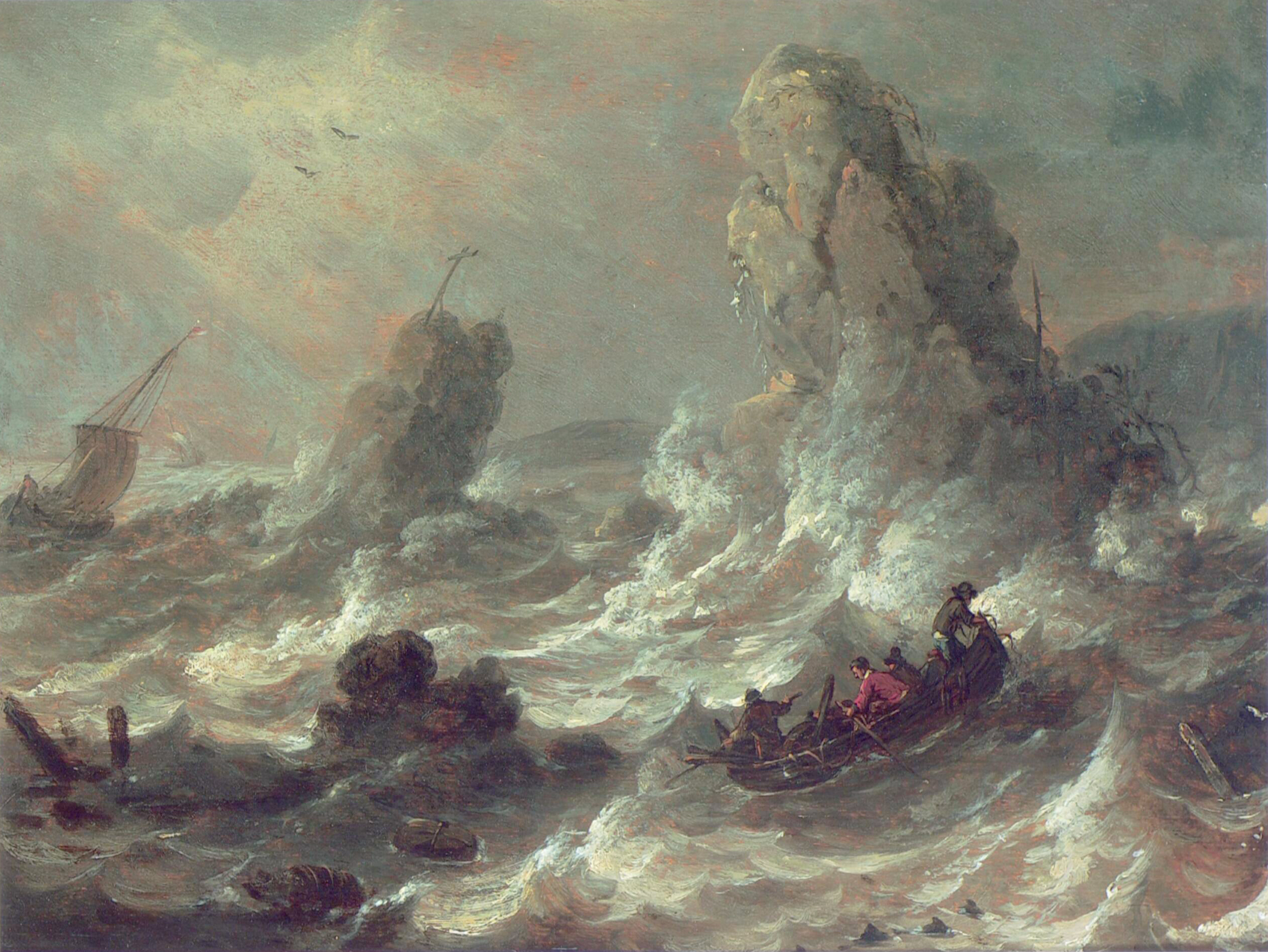
Stormachtige zee met enkele boten bij rotsen
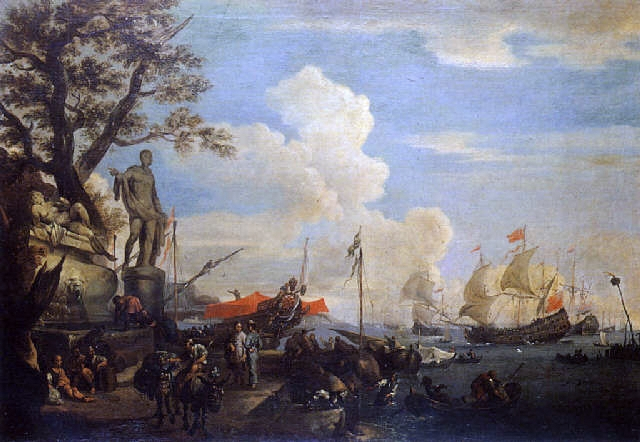
Mediterrane haven met Turkse kooplui
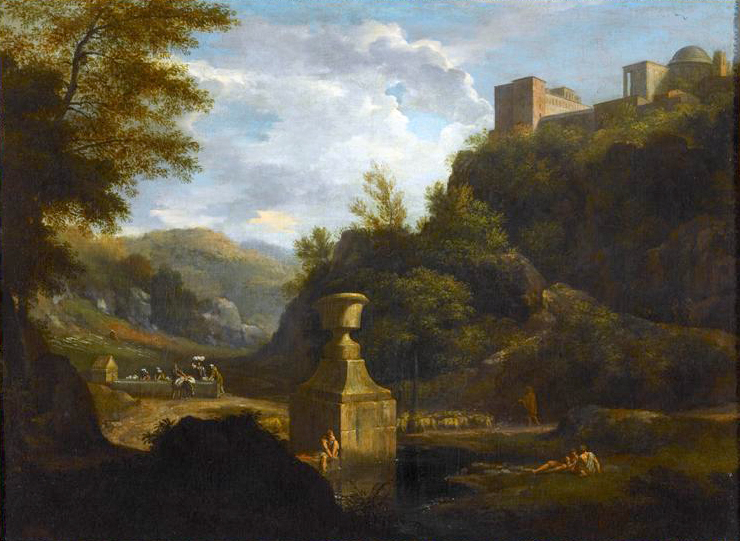
Le Chemin de Riccio près d'Albano
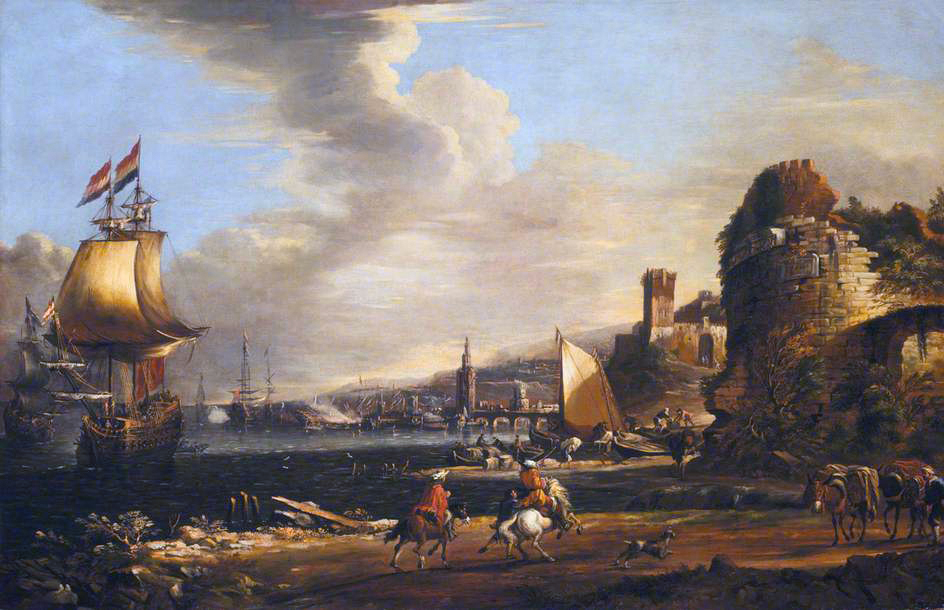
Haven van Genua
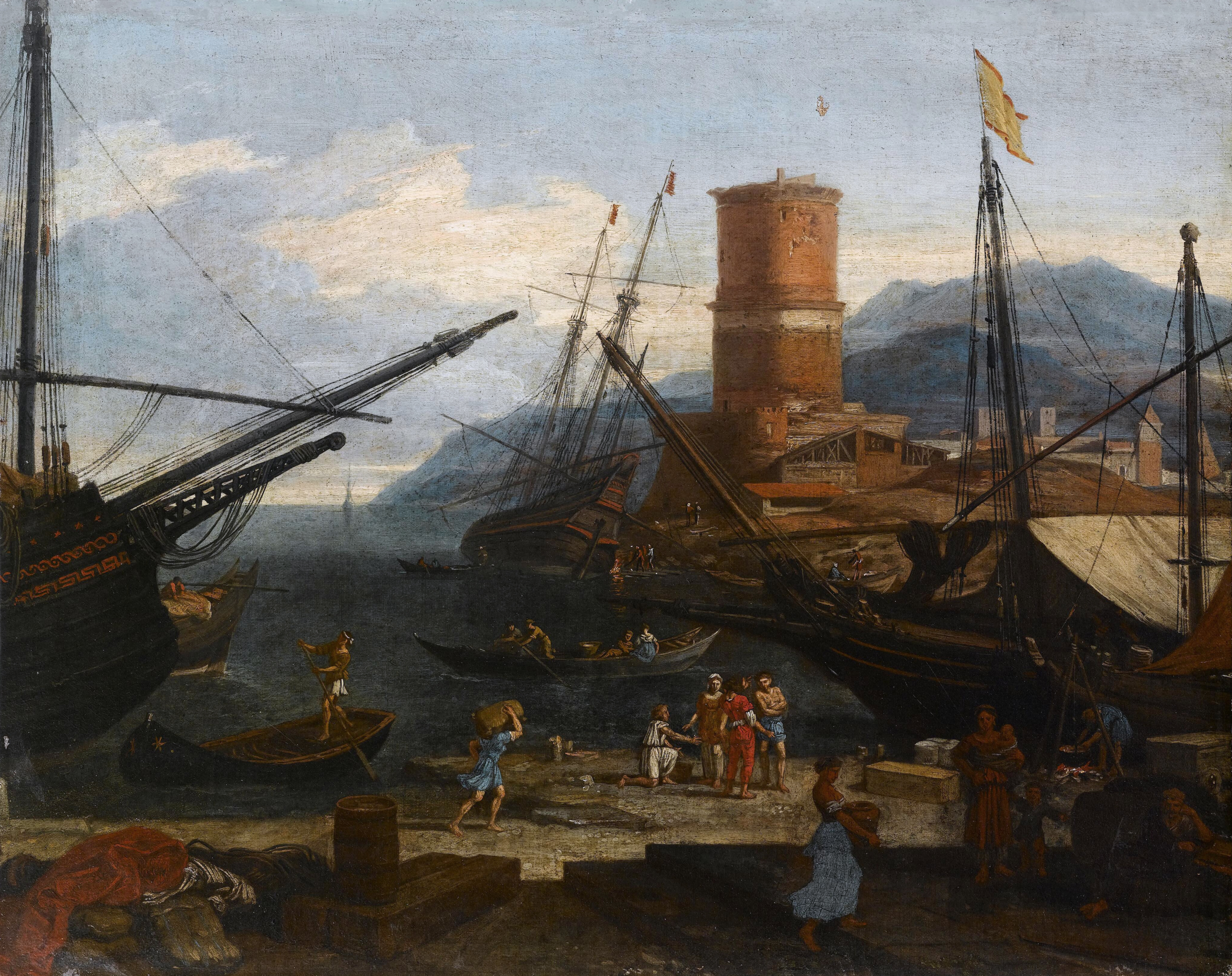
Zuidelijke haven

## Schetsen

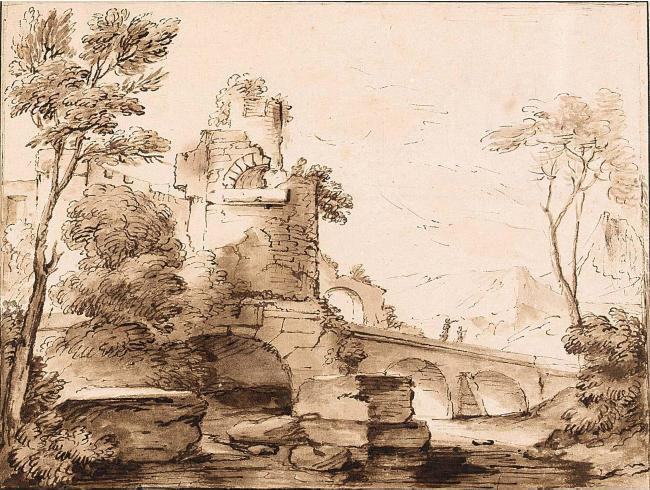
Italianiserend heuvellandschap met brug
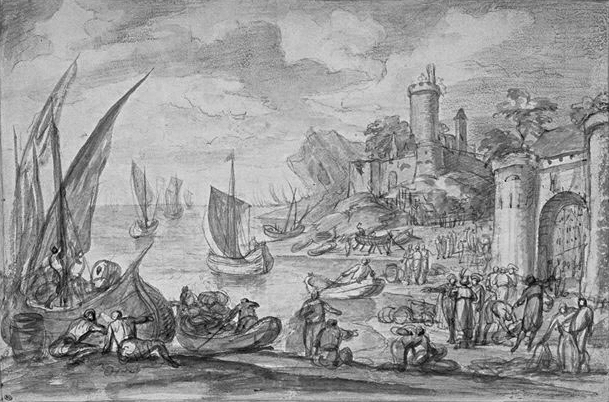
Haven met schepen op het strand onder een vesting
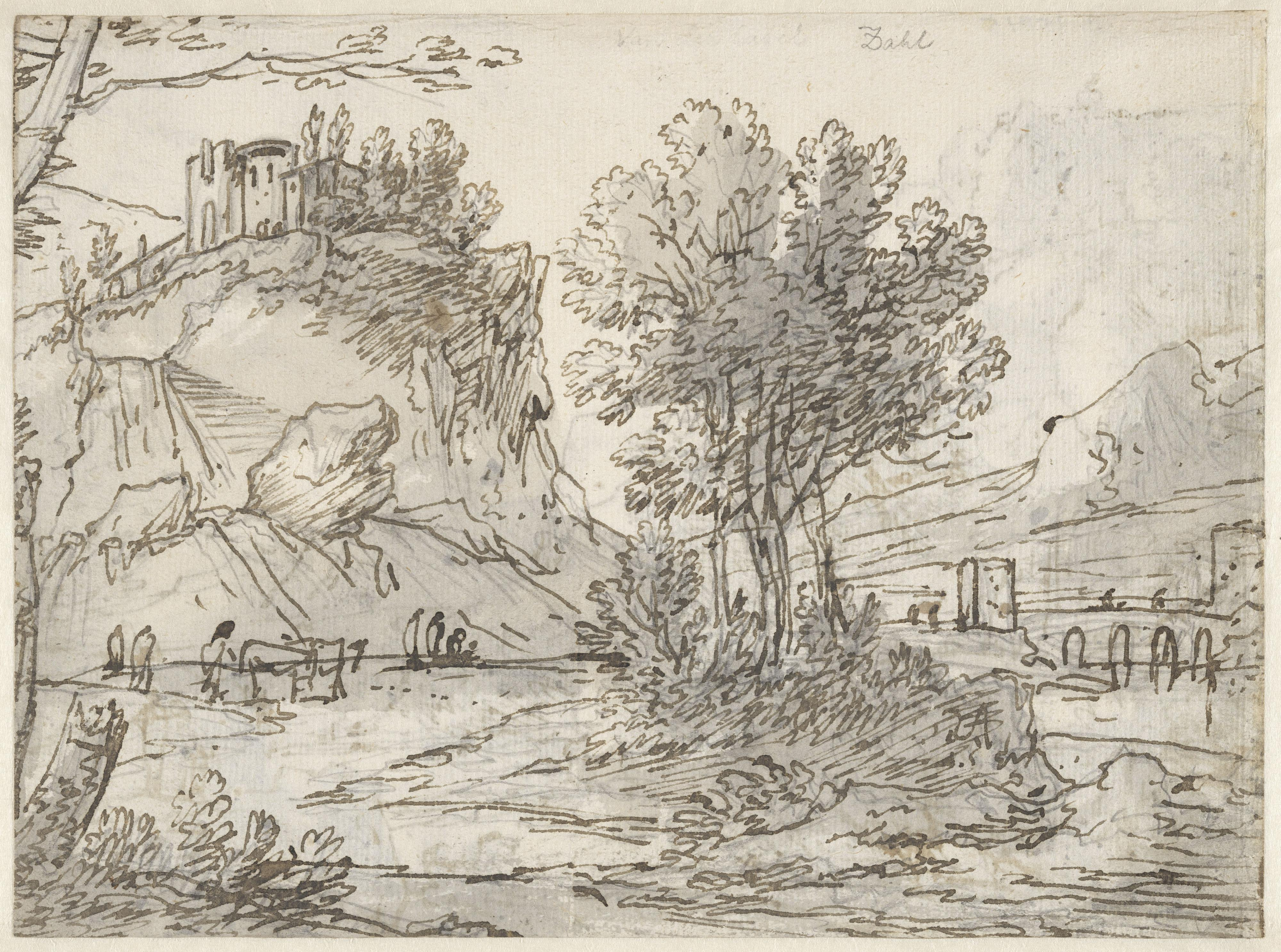
Italianiserend heuvellandschap met brug
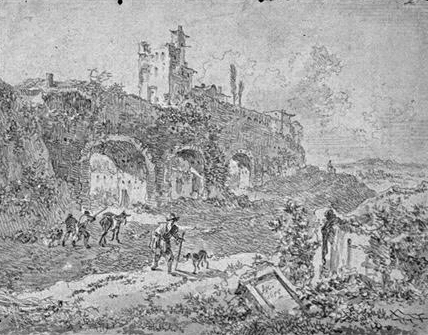
Voormalig viaduct in de omgeving van Rome
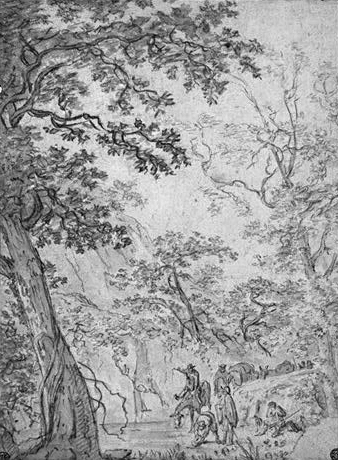
Koppel paarden en muildieren aan de rand van een beek in een bosrijk dal
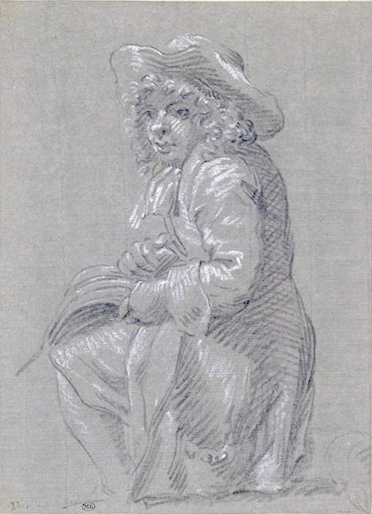
Studie van een jongeman, geknield met een blaasbalg, mogelijk Adriaens broer, Engel
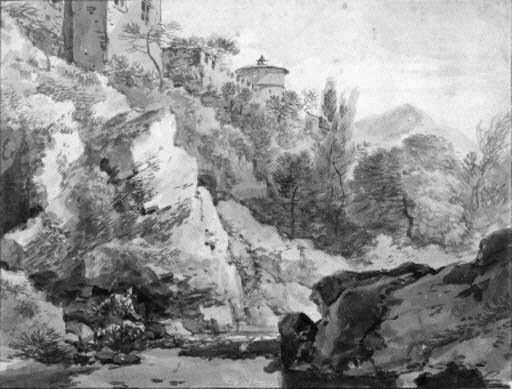
Italianiserend landschap met huizen op rotsen bij een rivier
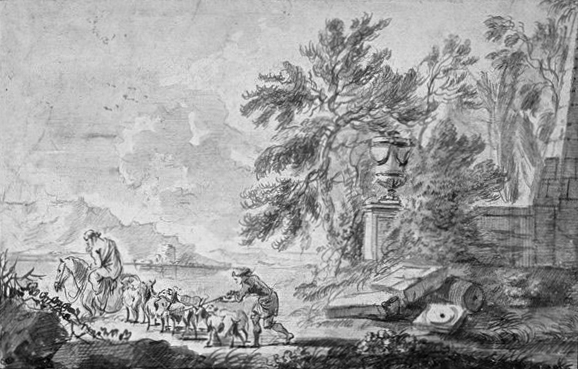
Arcadisch landschap met een kudde schapen en geiten langs een meer
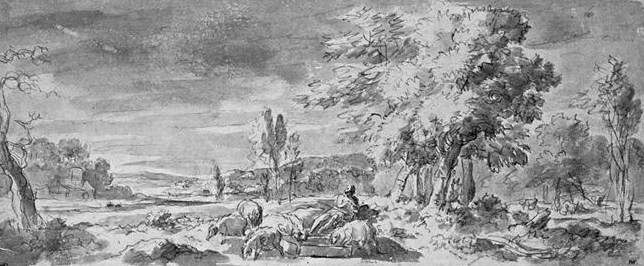
Landschap met een kind dat zijn tijd verdoet met het bewaken van varkens
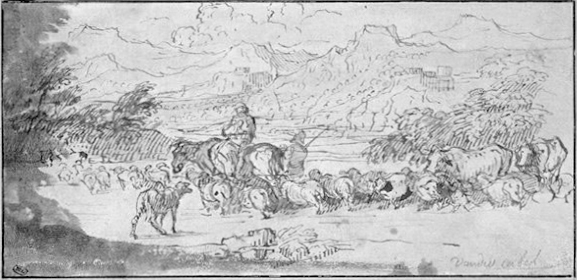
Landschap met een kudde begeleid door twee herders
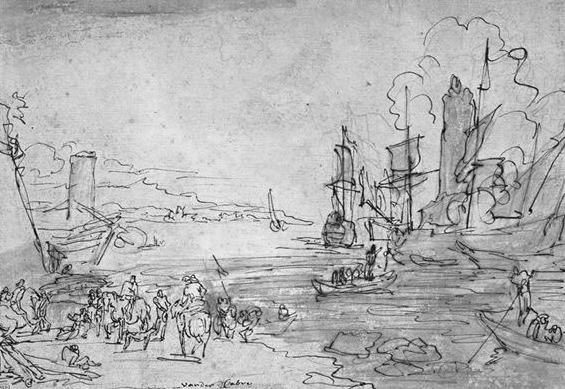
Zeehaven met schepen en punters, en vier ruiters op de oever
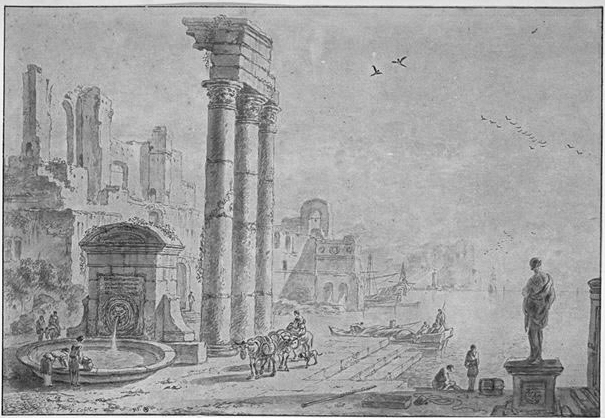
Ruïnes van een tempel en een stad aan de oevers van een meer
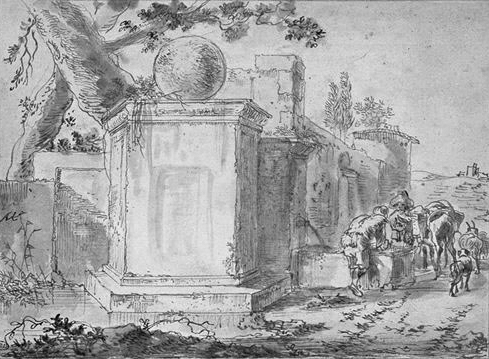
Een muur van een park en een fontein, waar een man water lijkt te scheppen
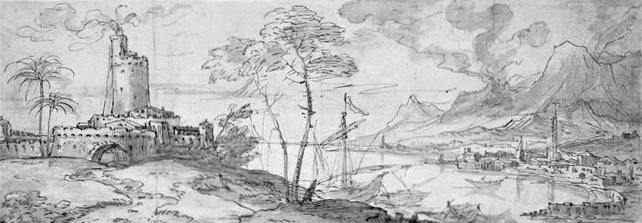
Gezicht op een stad achter een baai
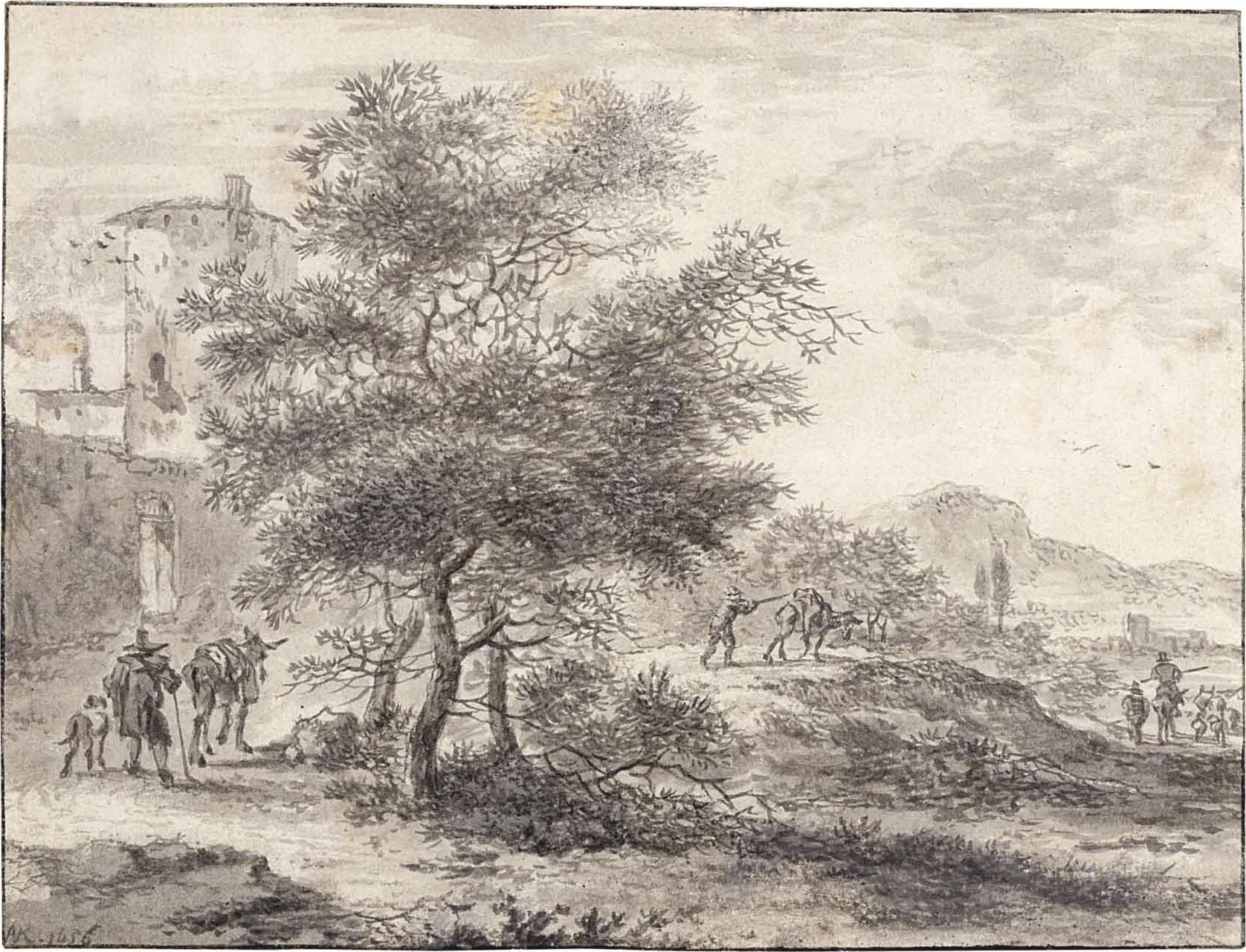
Een italianiserend landschap

## Etsen

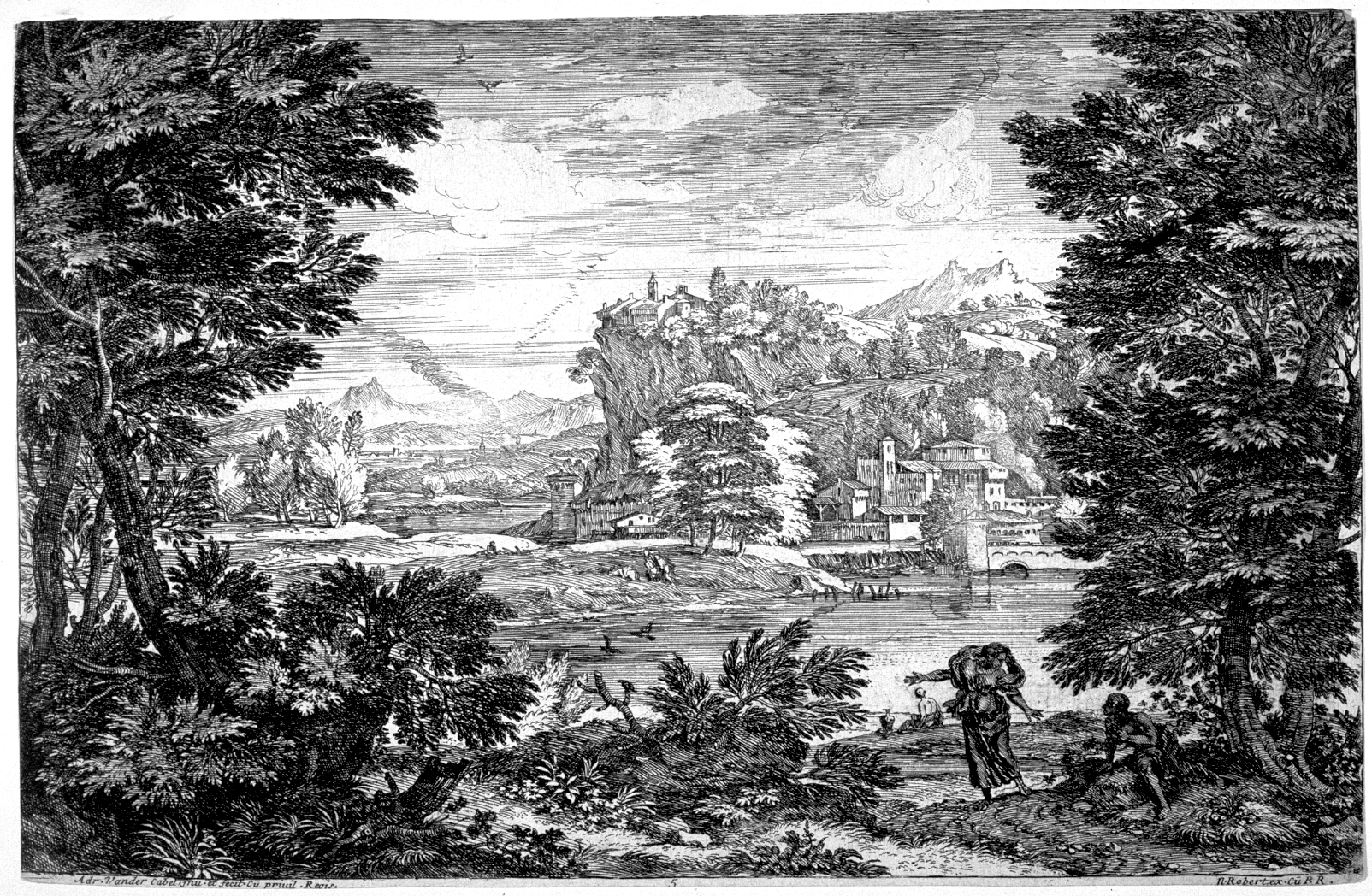
Een vergezicht
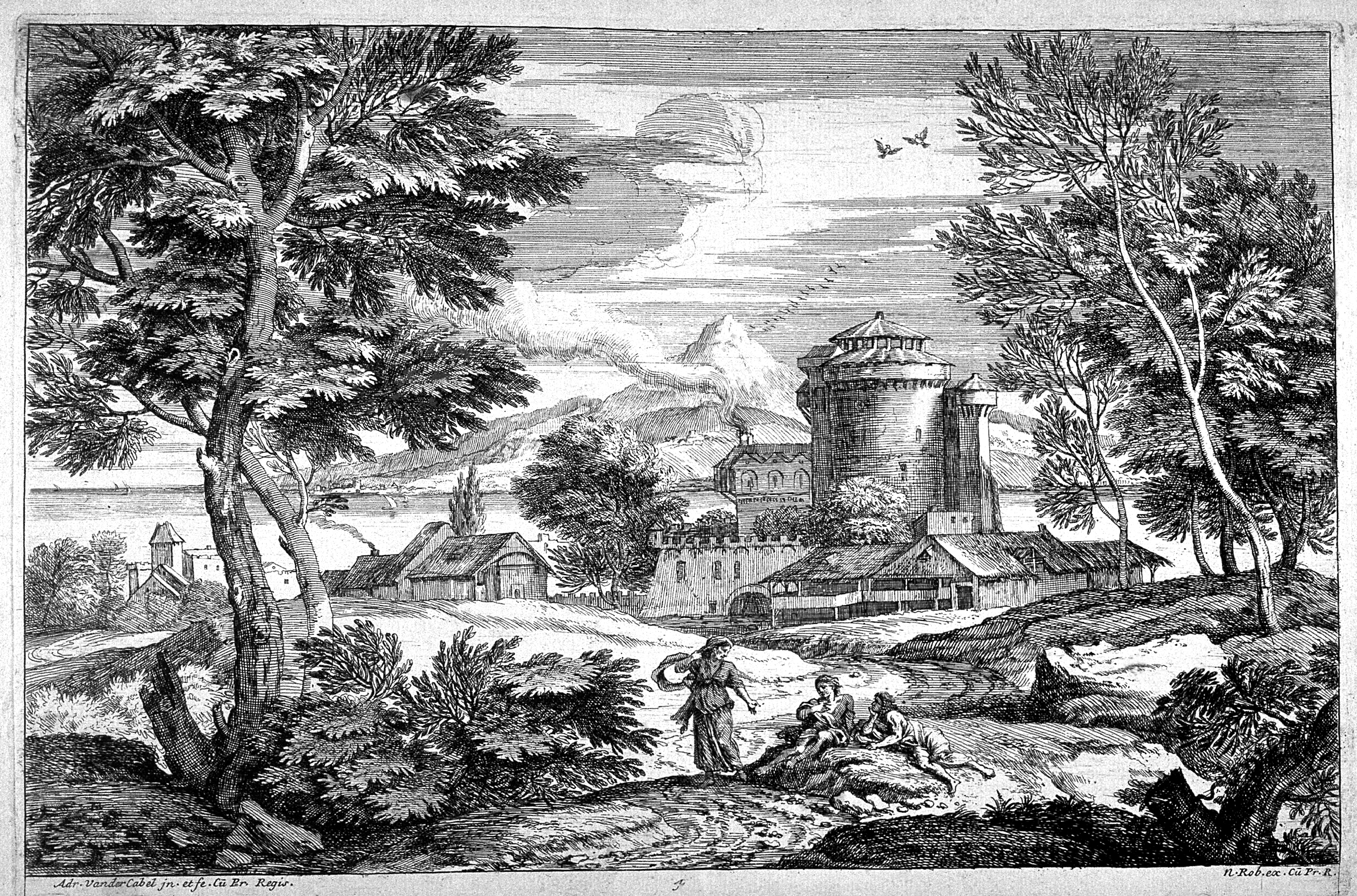
De oude vrouw
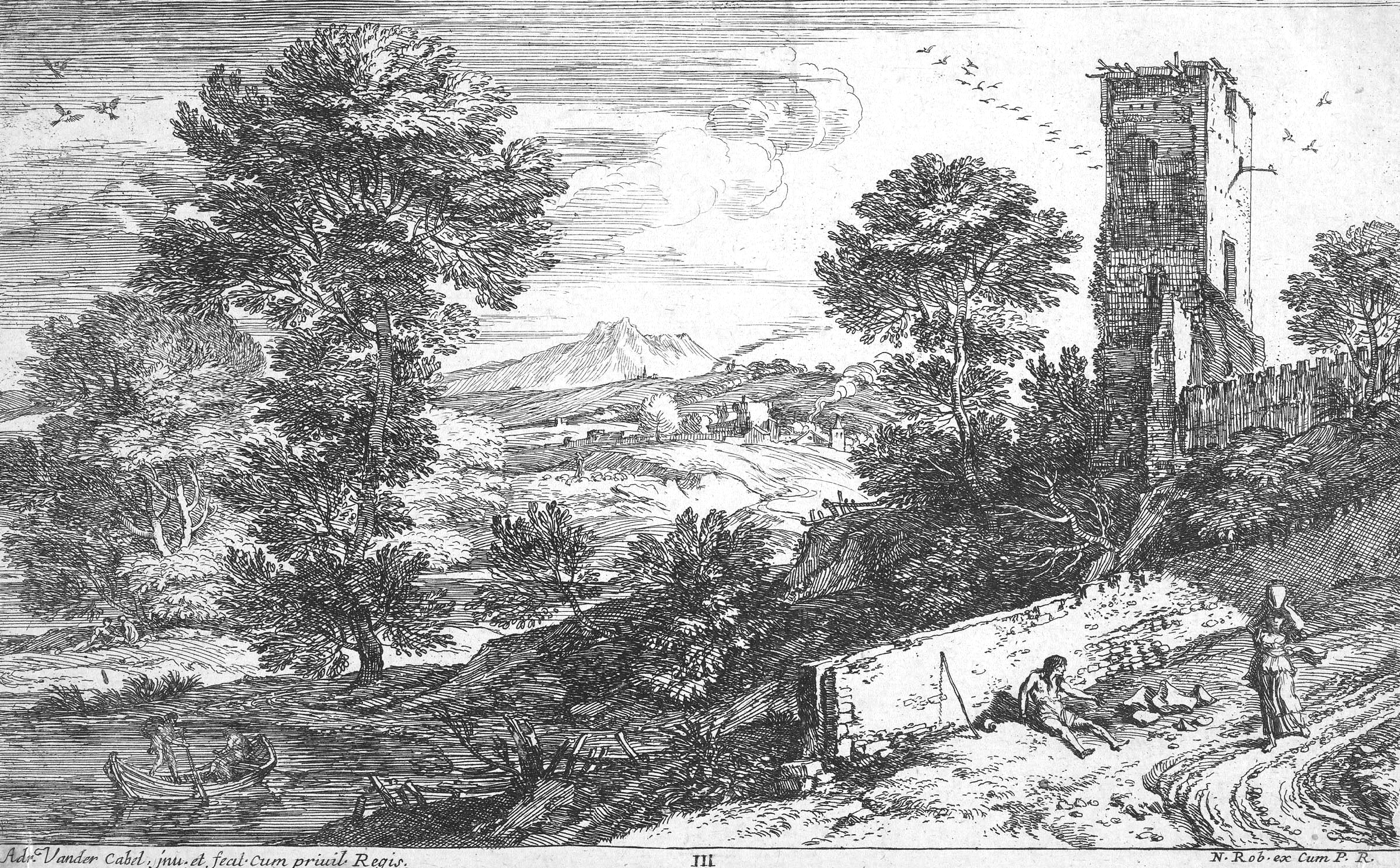
Landschap met bedelaar
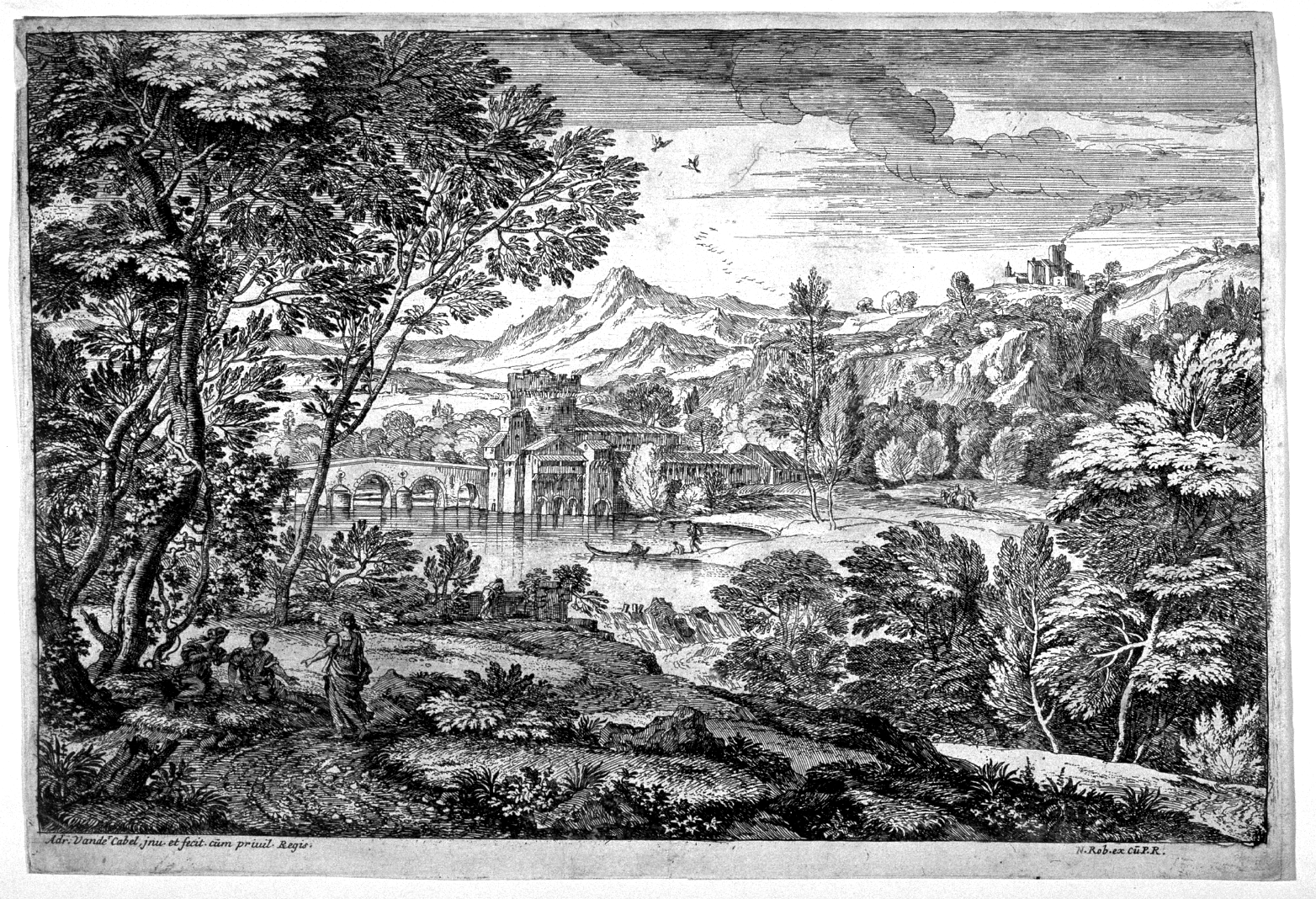
Een man en twee vrouwen in de schaduw van bomen
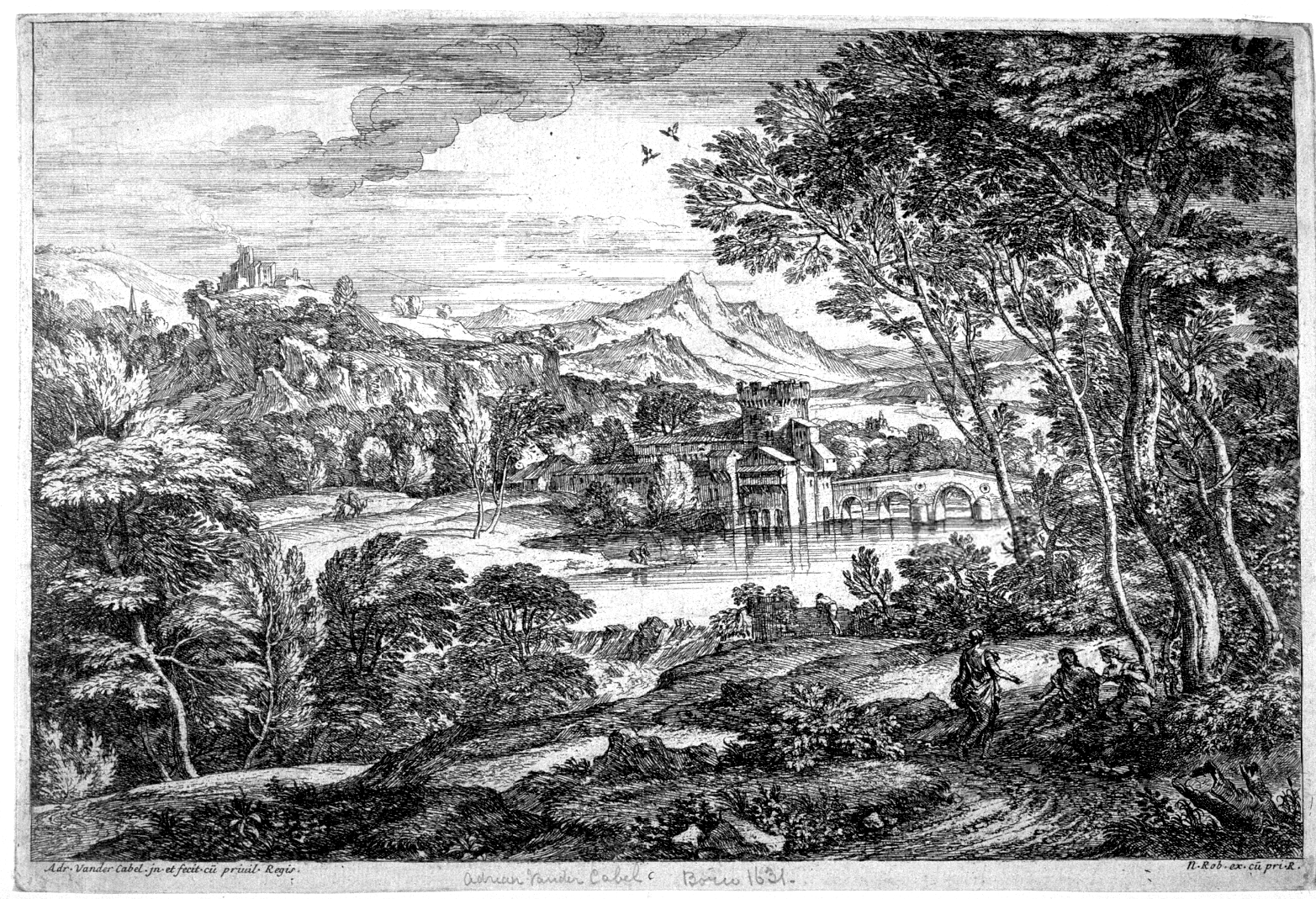
Een man en twee vrouwen in de schaduw van bomen
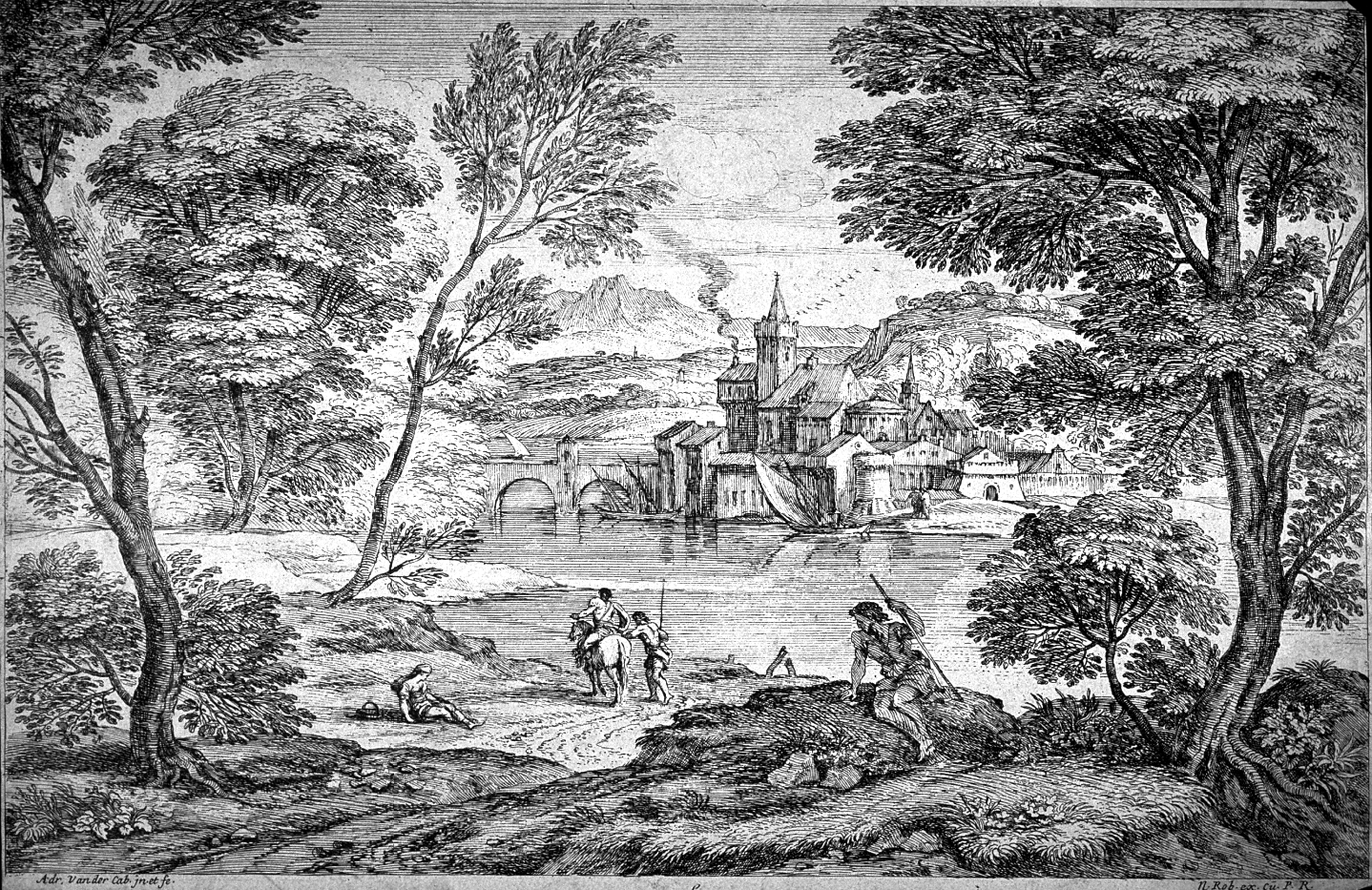
Een ruiter te paard
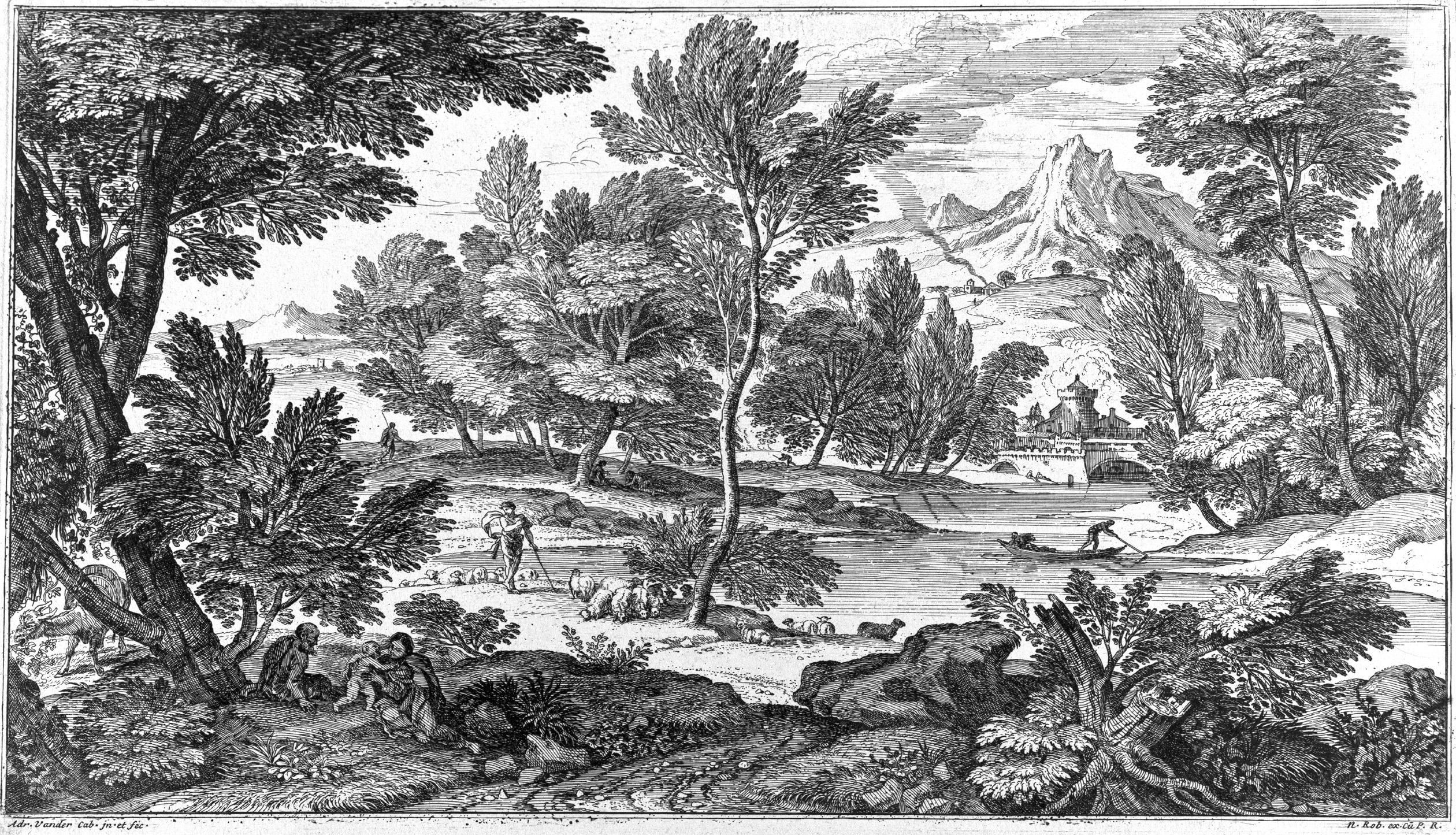
De rustplaats in Egypte
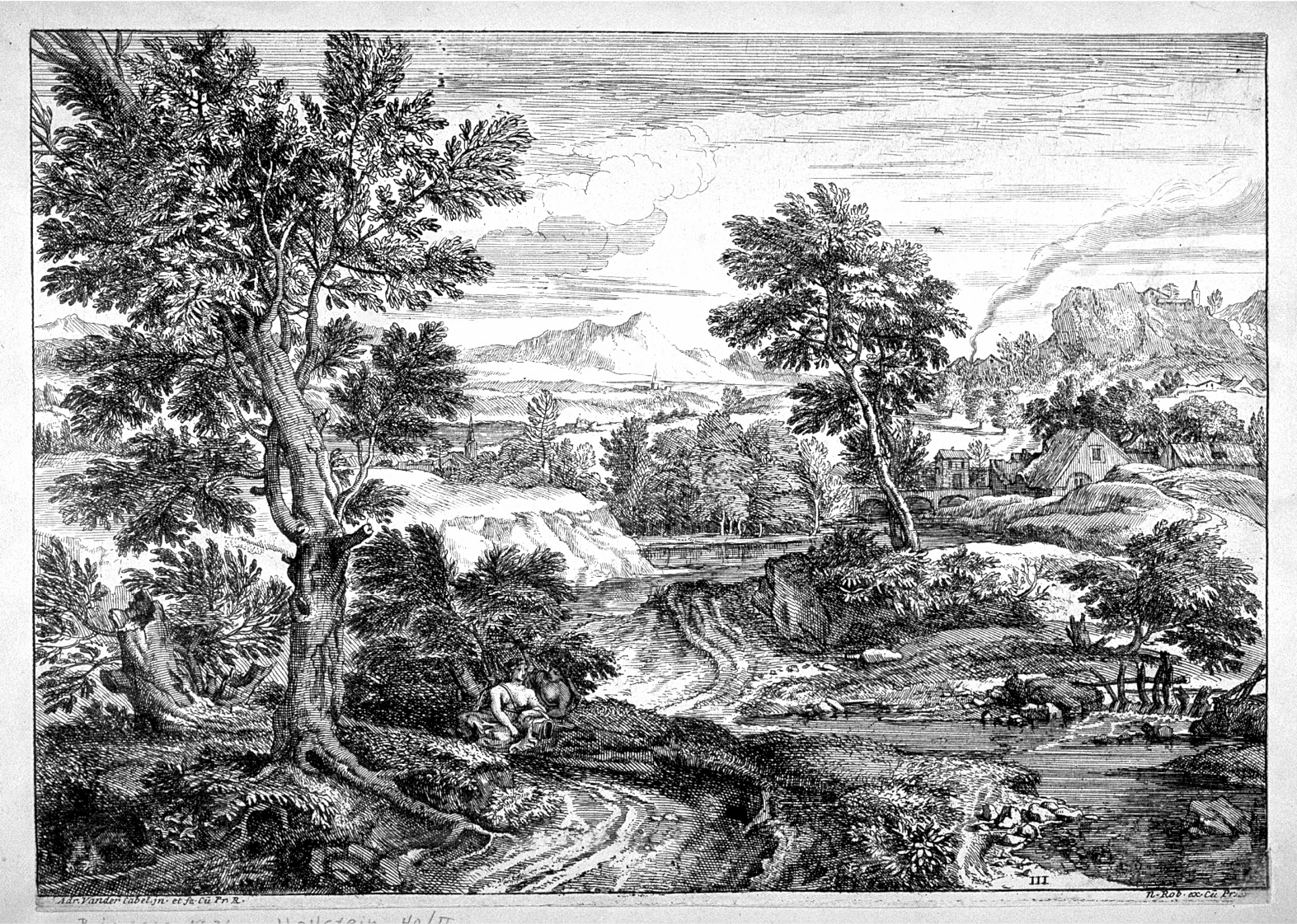
Minnaars in een landschap

- Biblioteca Nacional de España: XX1541238
- Bibliothèque nationale de France: cb14966580t (data)
- Biografisch Portaal: 21974730
- Digitale Bibliotheek voor de Nederlandse Letteren: cabe004
- Gemeinsame Normdatei: 121083373
- International Standard Name Identifier: 0000 0000 6680 3720
- KulturNav: 3447f86d-a4e2-4c10-ae28-ba3da17e1731
- Library of Congress Control Number: nr2003015436
- National Gallery of Victoria: 6027
- Nederlandse Thesaurus van Auteursnamen: 324534841
- RKD-Nederlands Instituut voor Kunstgeschiedenis: 43203
- Système universitaire de documentation: 194482839
- Museum of New Zealand Te Papa Tongarewa: 363
- Union List of Artist Names: 500008037
- Virtual International Authority File: 13154793
- WorldCat: E39PBJc3H9gYjTqjv9BhXCbmVC